# 駒ヶ根市立赤穂南小学校
駒ヶ根市立赤穂南小学校（こまがねしりつ あかほみなみしょうがっこう）は、長野県駒ヶ根市にある公立小学校である。

## 沿革
- 1994年（平成6年）4月　駒ヶ根市立赤穂小学校より、分校開校

赤穂小学校の大規模校解消と赤穂地区の小学校児童数の均等化を図るとともに、理想的な環境の中で児童を育成することを願い、平成6年南割区・福岡区・市場割区・上赤須区・吉瀬区を通学区とする赤穂南小学校がこの地に誕生した。

## 周辺
- 伊那福岡駅
- 国道153号線（三州街道）